# سعيدية سيدي بوسعيد
سعيدية سيدي بوسعيد هو نادي كرة طائرة تونسي في مدينة سيدي بوسعيد من ولاية تونس والذي يتنافس ضمن القسم الوطني الأول من البطولة التونسية للكرة الطائرة للرجال إضافة إلى تمثيل تونس في المنافسات القارية والدولية.

## سجل ألقاب النادي
- البطولة التونسية الثانية  (1) : 2013.

- كأس الجامعة  (3) : 2021، 2022، 2024.

♦ الدور النهائي  (1) : 2023.

## وصلات خارجية
- صفحة سعيدية سيدي بوسعيد على موقع كوووة.
- الموقع الرسمي للجامعة التونسية للكرة الطائرة.